# Naționalism austriac
Naționalismul austriac (în germană Österreichischer Nationalismus) este o ideologie naționalistă prezentă în rândul austriecilor care promovează unicitatea și unitatea culturii austriece.
Inițial, naționalismul austriac s-a dezvoltat ca o formă de naționalism cultural, menită să reprezinte populația catolică din sudul spațiului german. Această identificare cu religia catolică a dus la opoziția unirii cu Regatul Prusiei în timpul Unificării Germaniei, care era predominant luteran. Unirea cu un stat predominant protestant era văzută ca o potențială amenințare la adresa religiei catolice a austriecilor. Catolicismul era, de asemenea, folosit ca o unealtă a Casei de Habsburg în controlul său asupra teritoriilor deținute. O unire ar fi reprezentat, așadar, un posibil sfârșit al dominației habsburgice în Europa Centrală.
Naționalismul austriac se va forma pentru prima dată în timpul Războaielor Napoleoniene, fiind reprezentat de importanți intelectuali, precum Joseph von Hormayr.